# Cher Papa
Pour plus de détails, voir Fiche technique et Distribution.
Cher Papa (Caro papà) est un drame franco-québéco-italien co-écrit et réalisé par Dino Risi, sorti en 1979.

## Synopsis
Albino Millozza, qui a participé à la Résistance italienne et s'est toujours déclaré de gauche, a le sentiment de perdre sa cohérence politique depuis qu'il est devenu un homme d'affaires important.
Il possède une maison à Genève, où il vit avec sa femme Giulia, qui tente d'attirer son attention en menaçant périodiquement de se suicider, et une autre à Rome, où vit son fils Marco. Albino a également une maîtresse, Margot, dont le mari semble être au courant de la liaison mais espère en tirer profit.
Sa fille Costanza, quant à elle, vit dans une communauté de réhabilitation pour toxicomanes, mais décide ensuite d'aller vivre en Inde après avoir rencontré un gourou. Lors d'un séjour à Rome, il trouve un jour par hasard le journal intime de son fils, où, parmi des citations de Mao Tsé-toung et de Lénine, il est frappé par quelques phrases qui laissent entrevoir l'affiliation politique active de son fils à un groupe violent d'extrême gauche. La dernière page indique clairement qu'un certain P. sera tué le 12.
Albino en parle à son partenaire Parrella, soupçonnant qu'il s'agit de lui, et demande des explications à Marco, mais ce dernier esquive, prend tout à la légère puis disparaît. L'inquiétude d'Albino grandit. Le 12, il doit se rendre à Montréal pour affaires et part.
En arrivant à l'hôtel, il trouve un mot de son fils lui recommandant de ne pas quitter la chambre de toute la journée. Albino pense que le P. ne signifie pas Parrella, comme il l'a d'abord cru, mais peut-être Papa lui-même, et alors qu'il se creuse la tête, il croise un tueur qui le blesse.
Immobilisé par les balles qui ont atteint sa colonne vertébrale, Albino est contraint de recevoir à la clinique la visite de sa femme, dont il se sent éloigné. De retour chez lui, il retrouve Marco qui, entre repentir et affection, semble être le seul à pouvoir verser quelques larmes pour lui.

## Fiche technique
- Titre original : Caro papà[1]
- Titre francophone : Cher Papa[2]
- Réalisation : Dino Risi
- Scénario : Bernardino Zapponi, Marco Risi, Dino Risi
- Producteurs : Pio Angeletti, Jean-Pierre Bourbeau, Adriano De Micheli, Richard Hellman
- Musique : Manuel De Sica
- Directeur de la photographie : Tonino Delli Colli
- Montage : Alberto Gallitti
- Décors : Luciano Ricceri
- Sociétés de production : AMLF, Dean Film, Les Films Prospec
- Pays de production :  Italie -  France -  Canada
- Langues : italien
- Durée : 110 minutes
- Dates de sortie :
  - Italie : 11 avril 1979 (sortie nationale)
  - France : 14 septembre 1979 (sortie nationale), 23 août 2023 (version remasterisée)
  - Canada : 29 février 1980

## Distribution
- Vittorio Gassman : Albino Millozza
- Stefano Madia : Marco Millozza
- Andrée Lachapelle : Giulia Millozza
- Aurore Clément : Margot
- Julien Guiomar : Parrella
- Joanne Coté : Laura
- Pino Ferrara (it) (crédité Giuseppe Ferrara) : le mari de Margot
- Walter Williams (non crédité) : Rudolf
- Piero Del Papa : Duilio, le chauffeur
- Nguyen Duong Don : Debebe
- Ileana Fraia : Costanza, la fille d'Albino
- Pietro Tordi : le père d'Albino
- Antonio Maimone (crédité Antonino Maimone) : Enrico
- Andrew Lord Miller : le psychanalyste à la fête
- Sergio Ciulli : Gianni, le journaliste
- John Francis Lane (non crédité) : le directeur du journal
- Bruno Rosa : Vittorio
- Monica Zanchi : Charlotte
- Greta Vaillant (créditée Josett Vaillant) : Marie
- Clara Colosimo : Myrta
- Mario Verdon (non crédité) : Ugo
- Don Arrès (non crédité) : Marco
- Gérard Arthur (non crédité) : Rodolfo
- Frank Nuyen (non crédité) : l'agent japonais
- Mila Stanić : Rosemarie, l'infirmière
- Madeleine Pageau (non créditée) : Gina, l'épouse de l'ami au restaurant
- Lory Del Santo (non créditée) : une invitée à la fête
- Jeanne Mas (non créditée) : la rockeuse à la fête
- Eolo Capritti (it) (non crédité) : le gourou à la fête